# Tolocksjön
Tolocksjön, även kallad Tolockasjön, är en sjö i Hudiksvalls kommun i Hälsingland och ingår i Nianån-Norralaåns kustområde. Sjön är 16 meter djup, har en yta på 1,79 kvadratkilometer och befinner sig 124 meter över havet. Sjön avvattnas av vattendraget Tolockbäcken.
Vattnet i sjön kommer från Bottenängstjärn samt från källor och växtligheten omkring är rik på orkidéer. I sjön ligger Sablaholmen. Väster om sjön ligger Västerocka fäbodvall som numera saknar permanent boende.
Tolockabygden koloniserades först av finländare som gav Tolockasjön sitt namn efter det finska ordet 'tulokas', som betyder nykomling.

## Delavrinningsområde
Tolocksjön ingår i delavrinningsområde (682794-155521) som SMHI kallar för Utloppet av Tolocksjön. Medelhöjden är 144 meter över havet och ytan är 6,96 kvadratkilometer. Det finns inga avrinningsområden uppströms utan avrinningsområdet är högsta punkten. Tolockabäcken som avvattnar avrinningsområdet har biflödesordning 3, vilket innebär att vattnet flödar genom totalt 3 vattendrag innan det når havet efter 18 kilometer. Avrinningsområdet består mestadels av skog (70 procent). Avrinningsområdet har 1,83 kvadratkilometer vattenytor vilket ger det en sjöprocent på 26,3 procent.